# 사카모토 고지
사카모토 고지(일본어: 坂本 紘司, 1978년 12월 3일 ~ )는 일본의 전 축구 선수이다.

## 구단 경력
과거 주빌로 이와타, 쇼난 벨마레에서 활동하였다.